# أرون رالستون
أرون لي رالستون (بالإنجليزية: Aron Lee Ralston) (ولد في 27 أكتوبر، 1975) هو متسلق جبال ومتحدث عام أمريكي الجنسية. وقد اكتسب الشهرة في ماي 2003. عندما كان يمارس رياضة تسلق الجبال في الاخاديد العظيمة في ولاية يوتا، حيث اضطر إلى بتر ذراعه اليمنى بسكين مزدوجة لتخليص نفسه بعدما انحشرت ذراعه تحت صخرة في فتحة واد في جلمود.
وقد وثقت هذه الحادثة في ترجمة ذاتية من تأليفه بعنوان (Between a Rock and a Hard Place) وكانت محور في فيلم 127 ساعة عام 2010.

## 127 ساعة
هو فيلم أنتج عام 2010 من بطولة جيمس فرانكو ومن إخراج داني بويل.

## وصلات خارجية
- أرون رالستون على موقع IMDb (الإنجليزية)
- أرون رالستون على موقع قاعدة بيانات الفيلم (الإنجليزية)
- Redux: A Climber's Survival Tale
- Aron Ralston: in his own words
- The story on BBC-Outlook (26min)
- The Official 127 Hours UK Facebook Page  على فيسبوك.
- The Official 127 Hours UK Twitter Page